# Fai della Paganella
Fai della Paganella település Olaszországban, Trento megyében. Lakosainak száma 936 fő (2023. január 1.). Fai della Paganella Andalo, Cavedago, Mezzolombardo, Vallelaghi, Terre d'Adige és Spormaggiore községekkel határos.

## Népesség
A település népességének változása:
| Lakosok száma | 898  | 905  | 936  |
|               | 2017 | 2018 | 2023 |